# Travičská aféra (Francie)
Travičská aféra (francouzsky Affaire des poisons) probíhala ve Francii v letech 1675–1682. Šlo o obvinění mnoha lidí včetně vysoce postavené šlechty i blízkých osob panovníka Ludvíka XIV z černé magie, šarlatánství nebo travičství. Při pátrání vedeném Gabrielem Nicolasem de la Reyniem bylo 34 osob popraveno, spousta lidí mučena, z nichž dva mučení podlehli. Mnoho lidí bylo zavřeno do žaláře nebo vyhnáno z Francie. Byla objevena spletitá síť alchymistů, čarodějnic, věštkyň, šamanů. Aféra se zapsala do historie jako největší aféra Versailles a francouzského 17. století.

## Průběh aféry

### Začátek aféry
Všechno začalo obviněním markýzy de Brinvilliers v roce 1675, která měla údajně otrávit svého otce a bratry, aby zdědila jejich majetek. Při mučení se k obvinění přiznala a v roce 1679 byla popravena. Při mučení prozradila jména i dalších významných lidí údajně využívajících nezákonné služby čarodějnic, šamanů a věštkyň. O rok později zavřeli do žaláře věštkyni Magdelaine de la Grange. Výpovědi obou žen se nápadně podobaly.

### Nejdůležitější svědkyně
Nejdůležitější svědkyní se stala Catherine Monvoisin, zvaná La Voisin, nejznámější čarodějnice v Paříži. Komisař de la Reynie ji obvinil a nechal zavřít. La Voisin naznačila, že se někdo pokouší otrávit Ludvíka XIV. a poukázala na jeho oficiální milenku té doby madam de Montespan, která si navíc u ní údajně objednala černou mši.

### Ukončení aféry
Po obvinění oficiální milenky panovníka se do situace vložil samotný Ludvík XIV, protože si uvědomil, že se jedná o rozsáhlou zločineckou síť, obnovil speciální soudní tribunál v minulosti využívaný na souzení čarodějnic. Tak v Paříži začaly regulérní čarodějnické procesy, mnoho lidí bylo zatýkáno a mučeno. Zajímavé je, že se nic z toho netýkalo šlechty, například již zmiňovaná milenka vladaře nemusela ani vypovídat při výslechu.
V roce 1682 vydal král dekret, který označil čarodějnictví za podvod, tím znemožnil souzení lidí za čarodějnictví. Při travičské aféře se jednalo o poslední velký případ čarodějnictví ve Francii.